# 拿督翁镇
拿督翁镇是马来西亚柔佛州新山县的一个鎮區，佔地1,474英畝（6 平方公里），距離新山市中心約12公里。
該鎮開發商為柔佛置地有限公司，命名自拿督斯里翁·嘉化爵士，並且由拿督翁(Dato' Onn) 的孫子、教育部長拿督斯里希山慕丁(Datuk Seri Hishammudin Tun Hussein) 正式啟動。
在完全竣工後，鎮區預計將容納90,000名居民。

## 設施

### 商業
- AEON MALL
- 國油

### 宗教

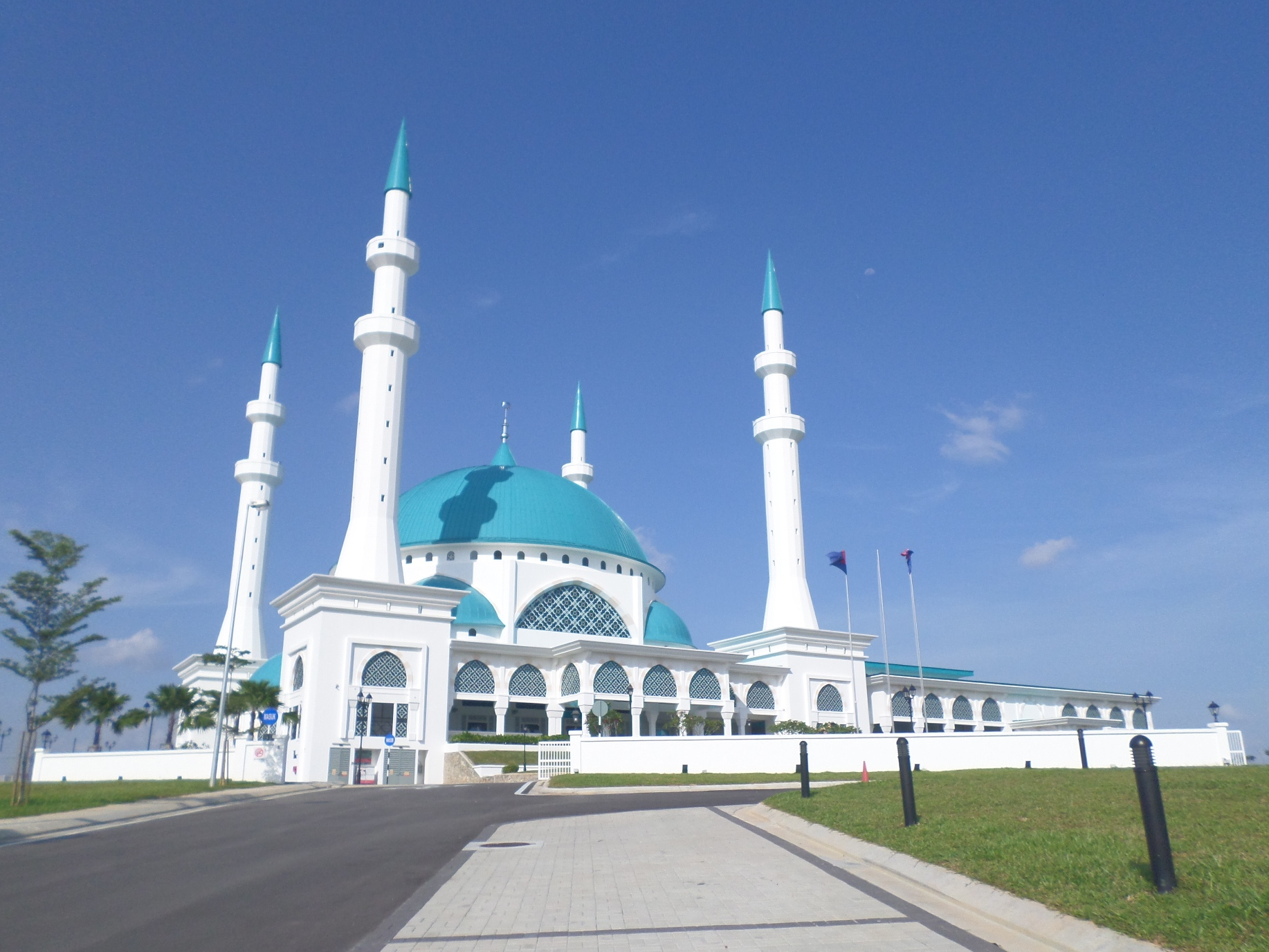
蘇丹依斯干達清真寺

- 蘇丹依斯干達清真寺